# Miel Monteur
Miel Monteur is een franchise gebaseerd op de Zweedse kinderboeken van George Johansson en illustrator Jens Ahlbom. De serie draait om het personage Miel Monteur, een veelzijdige klusser die alles kan bouwen, van auto's en boten tot vliegtuigen en raketten. De franchise omvat boeken, computerspellen en zelfs pretparken.
In Nederland zijn vijf computerspellen uitgebracht door het Belgische Transposia, vertaald vanuit het Zweeds. De spellen zijn:
1. Miel Monteur - Miel Bouwt Auto's! (1997): In dit eerste deel bouwt Miel auto's met verschillende onderdelen en verkent hij de omgeving.
2. Miel Monteur - Recht Door Zee! (1998): Miel besluit de horizon te verkennen en bouwt boten om nieuwe gebieden te ontdekken.
3. Miel Monteur - Miel Vliegt De Wereld Rond! (2000): Geïnspireerd door de luchtvaart bouwt Miel vliegtuigen en helpt hij zijn buren met diverse klussen.
4. Miel Monteur - Huis Op Stelten! (2002): Na een storm die zijn huis verwoest, bouwt Miel zijn droomhuis en helpt hij vrienden met hun bouwprojecten.
5. Miel Monteur - Miel Verkent de Ruimte! (2004): Miel bouwt een raket en verkent de ruimte, waarbij hij verschillende planeten bezoekt en nieuwe avonturen beleeft.

De spellen combineren educatieve elementen met creatieve vrijheid, waardoor spelers worden aangemoedigd om te experimenteren en te ontdekken. Ze zijn gericht op kinderen van 6 tot 10 jaar en bieden een geweldloze en leerzame spelervaring. 
Naast de computerspellen zijn er ook boeken van Miel Monteur verschenen, waarin hij in het Nederlands soms "Karel Klus" wordt genoemd. Deze boeken zijn in meerdere talen vertaald en hebben bijgedragen aan de populariteit van het personage. 
Miel Monteur is herkenbaar aan zijn blauwe spijkerbroek, rode overhemd en bolhoed. Samen met zijn hond Rifka beleeft hij allerlei avonturen, waarbij hij zijn technische vaardigheden en creativiteit inzet om problemen op te lossen en nieuwe dingen te bouwen. 

## Geschiedenis en ontwikkeling
De Miel Monteur-franchise vindt zijn oorsprong in Zweden, waar het personage bekendstaat als Mulle Meck. De serie werd gecreëerd door schrijver George Johansson en illustrator Jens Ahlbom, met het eerste boek dat in 1993 werd uitgebracht. De populariteit van de boeken leidde tot de ontwikkeling van een reeks educatieve computerspellen. 
De spellen werden ontwikkeld door het Zweedse bedrijf Levande Böcker en richten zich op kinderen van 6 tot 10 jaar. Ze combineren educatieve elementen met creatieve vrijheid, waardoor spelers worden aangemoedigd om te experimenteren en te ontdekken. De spellen zijn geweldloos en bieden een leerzame spelervaring. 
In Nederland werden de spellen vertaald en uitgegeven door het Belgische Transposia. De Nederlandse vertaling introduceerde het personage als Miel Monteur, hoewel hij in sommige boeken ook bekendstaat als Karel Klus. De spellen zijn in meerdere talen vertaald, waaronder Duits (Willy Werkel), Engels (Gary Gadget), Fins (Masa Mainio), Noors (Mulle Mekk) en Hongaars (Balázs Barkács). Opmerkelijk is dat slechts één spel in het Engels werd vertaald, namelijk "Miel Bouwt Auto's!", onder de naam Gary Gadget. 
De Miel Monteur-spellen onderscheiden zich door hun open einde; er is geen vastomlijnd doel, waardoor spelers de vrijheid hebben om verschillende voertuigen en constructies te bouwen en de wereld te verkennen. Deze aanpak stimuleert creativiteit en probleemoplossend denken bij kinderen. 
Naast de computerspellen zijn er ook boeken van Miel Monteur verschenen, waarin hij in het Nederlands soms "Karel Klus" wordt genoemd. Deze boeken zijn in meerdere talen vertaald en hebben bijgedragen aan de populariteit van het personage. 
Miel Monteur is herkenbaar aan zijn blauwe spijkerbroek, rode overhemd en bolhoed. Samen met zijn hond Rifka beleeft hij allerlei avonturen, waarbij hij zijn technische vaardigheden en creativiteit inzet om problemen op te lossen en nieuwe dingen te bouwen.